# Fagereds kyrka
Fagereds kyrka är en kyrkobyggnad belägen mitt i samhället Fagered i norra delen av Falkenbergs kommun. Fageredsån flyter väster om kyrkan. Den tillhör Fagereds församling i Göteborgs stift och Svenska kyrkan.

## Kyrkobyggnaden
Dagens kyrka uppfördes 1833 i vitputsad sten efter ritningar av Per Axel Nyström vid Överintendentsämbetet. Den ersatte en äldre kyrkobyggnad på samma plats, sannolikt av medeltida ursprung. Byggnaden består av rektangulärt långhus med ett torn vid den östra gaveln. Orsaken till att tornet placerats i öster istället för väster kan vara de sanka grundförhållandena vid västra sidan. Sakristian är inrymd i tornets bottenvåning. Ingång finns i västgaveln samt mitt på långhusets sydsida. Såväl exteriört som interiört är kyrkan ett typiskt och välbevarat exempel på tidens strama klassicism. De vitputsade murarna genombryts av rundvälvda fönsteröppningar och portalerna är något infällda i murlivet. Långhuset täcks av ett sadeltak, medan tornet kröns av huv och lanternin. 
Interiören färdigställdes först 1844. Kyrkorummet täcks av ett flackt tunnvalv av trä med dekorationsmålningar utförda av Theodor Mohme. Altaruppsatsen, med kopplade kolonner av toskansk ordning, står omsluten av en grund nisch. Läktarbröstningen har arton fält av vilka tolv har målade motiv ur Jesu liv och de återstående träd.

## Inventarier
- Dopfunten av svart granit i romansk stil tillverkades 1200-talet av Fageredsmästaren. Hans verkstad låg i Funtaliden cirka en kilometer norr om kyrkan. Funten är i två delar och har totalhöjden 82 cm. Cuppan är cylindrisk och har skrånande undersida med en vulst längst ned. Foten  har en fyrsidig fotplatta med knoppar och ett cylindriskt skaft. Den har restaurerats och målats i sen tid. Funten saknar uttömningshål.[1]
- Predikstolen i nyklassicistisk stil tillverkades år 1836 (eller möjligen 1833) av Johannes Andersson i Mjöbäck. Först år 1844 målades predikstolen.
- Altaruppsats i nyklassicistisk stil är från 1833 eller 1836 och även den tillverkad av Johannes Andersson.
- Dopfatet av mässing är från 1600-talet.
- Triumfkrucifix från mitten av 1400-talet[2].
- Vid södra långhusväggen hänger den förra altartavlan, troligen målad i Köpenhamn i början av 1600-talet, vilken har motivet nattvardens instiftande.
- Dagens altartavla har ett kors på vilket svepduken hänger.
- En träskulptur från 1300-talet föreställer Maria med barnet på armen. Den står i nordöstra sidan av koret.
- Den enda kyrkklockan är omgjuten 1739 i Göteborg och har inskription.

### Orgel
Den pneumatiska orgeln byggdes 1879 av Carl Nilsson i Ullared. Den byggdes om 1936 av A. Magnusson Orgelbyggeri AB och delvis ånyo omändrad på 1990-talet av Burgmann vid samma firma, som satte in tremulantvinge, inneslöt man II i svällskåp, tidigare svällskåp för hela orgeln. Den har nu  tretton stämmor fördelade på två manualer och pedal.

## Bilder

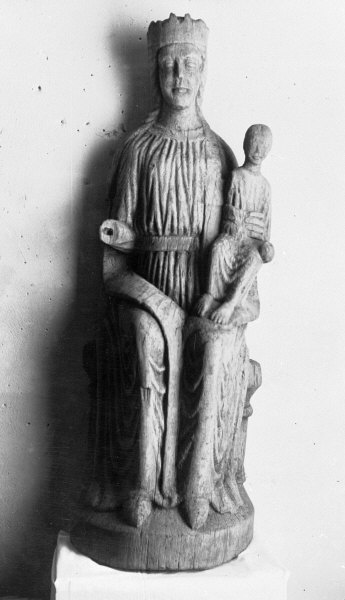
Mariaskulpturen.